# Plagioecia sarniensis
Plagioecia sarniensis is een mosdiertjessoort uit de familie van de Plagioeciidae. De wetenschappelijke naam van de soort is voor het eerst geldig gepubliceerd in 1864 door Norman.